# Mjasznyikov járás
A Mjasznyikov járás (oroszul: Мясниковский район) Oroszország egyik járása a Rosztovi területen. Székhelye Csaltir.

## Népesség
- 1989-ben 32 393 lakosa volt.
- 2002-ben 37 690 lakosa volt.
- 2010-ben 39 631 lakosa volt, melyből 22 108 örmény, 15 387 orosz, 628 ukrán, 193 udin, 111 fehérorosz, 93 azeri, 66 cigány, 64 tatár, 53 komi, 47 moldáv, 44 grúz, 41 kumik, 30 lezg, 28 mordvin, 28 német, 26 üzbég stb.